# Lariciresinol
Lariciresinol, también escrito (+)-lariciresinol, es un lignano, un tipo de fenilpropanoide. Es sintetizada del (+)-Pinoresinol por intermedio de la enzima (+)-Pinoresinol reductasa.
En los alimentos, se encuentra en las semillas de sésamo y en vegetales de Brassica.